# Іспансько-югославські відносини
Іспансько-югославські відносини (ісп. relaciones España-Yugoslavia, сербохорв. špansko-jugoslovenski odnosi) — історичні двосторонні відносини між Іспанією (реставрованим королівством, Другою Іспанською Республікою, франкістською Іспанією або Іспанським республіканським урядом у вигнанні і сучасним королівством до 1992 року) та зниклою внаслідок розпаду Югославією.

## Історія

### Міжвоєнний період і громадянська війна в Іспанії
У міжвоєнні роки послами новоствореного Королівства сербів, хорватів і словенців в Іспанії працювали відомий сербський поет Йован Дучич (1919—1921) та лауреат Нобелівської премії з літератури 1961 року Іво Андрич (1928—1929). У той самий час в Іспанії на стипендію від іспанського уряду на докторантурі з історії в Іспанському центрі вивчення історії, що у Мадриді, навчався відомий фахівець у  галузі сефардської мови, боснійський єврей Калмі Барух.
Приблизно 2000 добровольців із Югославії, відомі як «іспанські бійці», воювали за Другу Іспанську Республіку під час громадянської війни в цій державі. Водночас югославська влада ще до закінчення цієї громадянської війни офіційно визнала націоналістичний уряд Франко.

### Холодна війна

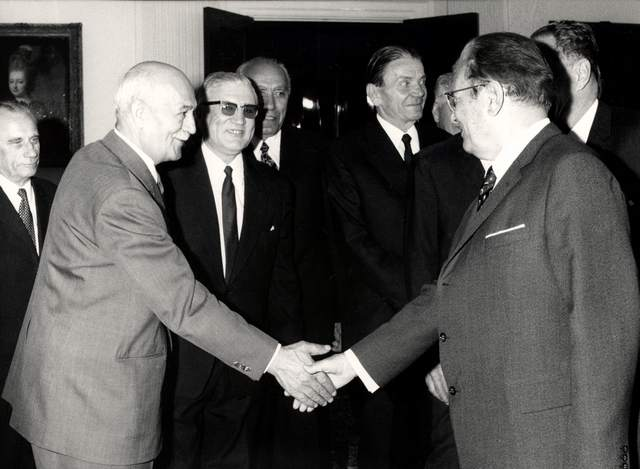
Президент Югославії Йосип Броз Тіто приймає делегацію Асоціації югославських добровольців громадянської війни в Іспанії

З перемогою партизанів і проголошенням Федеративної Народної Республіки Югославії нова югославська влада 1946 року визнала республіканський уряд у вигнанні, хоча її дипломатична місія там успіху не мала.
У 1971 році у Белградському університеті засновано кафедру іспанознавства. 2 жовтня того ж року в югославській столиці відбувся бій биків Луїса Мігеля Домінгіна, що зібрав на трибунах 5000 глядачів попри те, що ціна квитка на початку була втричі вищою, ніж на футбольний матч. Бій став першою в історії коридою на Балканах. Проти заходу протестувала Асоціація захисту тварин, натомість керівник спортивного центру «Ташмайдан», де мав відбутися бій, заявив, що противники кориди повинні мати при собі довідку про те, що вони вегетаріанці.
Друга Югославія відмовлялася встановлювати офіційні відносини з режимом Франко, працювали тільки деякі торговельні місії у 1960-х роках, які привели до створення в 1972 році комерційного представництва Іспанії в Белграді. Водночас у Мадриді з'явилося представництво югославської фірми «Інтерекспорт». Режим Тіто і режим Франко не підтримували дипломатичних відносин до 1975 року, всі контакти залежали переважно від індивідуальних ініціатив, а Іспанія відкладала призначення свого першого посла у Белграді до 1977 року. Перший офіційний візит іспанського монарха до Югославії організували в 1985 році.
Після кінця правління Франко в Іспанії відносини між Соціалістичною Федеративною Республікою Югославією та Королівством Іспанія стали відносно дружніми. Вони здебільшого зберігалися на дипломатичному рівні, оскільки Іспанія зосереджувалася на своїй інтеграції в Європейське співтовариство та НАТО. Дехто з іспанських політиків розглядав можливість піти шляхом югославського Руху неприєднання, як це зробили в той час Мальта і Кіпр. У 1980-х роках у Белграді як молодий дипломат працював майбутній міністр закордонних справ Іспанії Мігель Анхель Моратінос. Іспанська присутність у Югославії пізніше перетвориться на присутність у Сербії та не буде повністю припинена навіть у роки міжнародних санкцій, накладених на Союзну Республіку Югославія за югославські війни.

### Югославські війни
1991 року міністр закордонних справ Іспанії Франсиско Фернандес Ордоньєс запропонував Раді закордонних справ Європейського співтовариства розпочати швидку процедуру схвалення та розширення організації за рахунок Югославії як єдиний спосіб запобігти розпаду країни. Іспанія воліла, щоб її сприймали як нейтрального гравця в регіоні під час цього конфлікту, але її зовнішня політика була загалом прихильною до Сербії, яка сприймалася як ключова державотворча країна колишньої багатонаціональної різноликої югославської федерації. Визнання незалежності Хорватії та Словенії під час розпаду Югославії суперечило політичним інстинктам Іспанії, але як нова держава-член Європейського Співтовариства ця країна не бажала розривати європейську єдність у тому питанні.